# Richard John Harrison
Sir Richard John Harrison FRS (8 de outubro de 1920 — 17 de outubro de 1999) foi um médicobritânico.
Foi professor de anatomia da Universidade de Cambridge.
Foi Professor Fulleriano de Fisiologia e Anatomia Comparativa de 1961 a 1967, eleito membro da Royal Society em 1973.